# 므앙
므앙(태국어: เมือง) 또는 므엉(라오어: ເມືອງ, 베트남어: Mường), 몽(샨어: Mong)은 반독립적인 도시 국가 또는 공국으로, 동남아시아의 타이나 라오스, 베트남 북부, 미얀마의 샨 주 등지에 존재하였다. 막강한 힘을 지닌 므앙의 경우, 때때로 왕국이라고 불리기도 하였으며, 때로는 그들의 종주국으로부터 해방하려 하였고, 종종 독립을 하기도 하였다. 여러 므앙들은 보통 좀 더 막강한 이웃나라에 조공을 바쳤다.

## 같이 보기
- 토사